# 분데스리가 2006-07
푸스발-분데스리가 2006-07은 독일의 축구 1부리그인 푸스발-분데스리가의 44번째 시즌이다. 이 시즌은 2006년 8월 11일에 시작되어 2007년 5월 19일에 종료되었다. 바이에른 뮌헨은 전 시즌 챔피언이었다.

## 대회 형식
리그의 각 팀들은 다른 팀들을 상대로 각 두 번씩, 즉 홈경기 한 번, 원정경기 한 번씩을 치르게 된다. 경기에서 승리 시 승점 3점을 받으며, 무승부를 거둘 경우 승점 1점을 챙길 수 있다. 두 팀 이상이 승점에서 동률을 이룰 경우, 이들 간의 순위는 골득실로 결정되며, 그래도 동률이면 다득점으로 결정된다. 시즌이 끝나고, 가장 많은 승점을 획득한 팀이 우승을 거두게 되며, 반대로 승점이 가장 적은 세 팀은 2. 푸스발-분데스리가로 강등된다.

## 2005-06 시즌으로부터의 팀 변경
카이저슬라우테른, 쾰른, 뒤스부르크는 최하위 세 자리를 가져감에 따라 2. 푸스발-분데스리가로 강등되었다. 그들의 자리는 보훔, 아헨, 에네르기 콧부스가 가져갔다.

## 시즌 요약
슈투트가르트는 리그 내에서 최저의 평균연령으로 이 시즌을 맞이하였고, 처음에는 UEFA컵 2007-08 티켓을 가지고 경쟁할 것이라는 예상이 팽배하였다. 슈투트가르트는 뉘른베르크에 홈에서 0-3으로 완패하며 시즌을 시작하였고, 도르트문트와의 3라운드 경기에서 패한 후에는 강등권까지 순위가 하락하기도 하였다.
그 후, 슈투트가르트는 안정화를 꾀한 뒤, 상위 3위를 가져갔고, 타이틀 경쟁자인 샬케 04, 베르더 브레멘, 바이에른 뮌헨이 모두 고전하는 가운데, 27라운드부터 마지막 라운드까지의 여덟 경기에서 모두 승리하였다. 결국, 슈투트가르트는 에네르기 콧부스와의 마지막 라운드 홈경기에서 2-1로 승리하며 5번째 독일 챔피언쉽 타이틀이자 세 번째 분데스리가 방패를 차지하였다. 그에 따라 슈투트가르트는 이어지는 2007-08 시즌부터 진정한 챔피언을 상징하는 금별을 뱃지 위에 새길 수 있게 되었다.
그러나 1주일 후, 슈투트가르트는 뉘른베르크와의 DFB-포칼 2006-07 결승전에서 연장전까지 가는 접전끝에 2-3으로 패하며 국내 더블 달성에 실패하였다.
아르민 페 슈투트가르트 감독은 감독직을 시작한 이래 처음으로 분데스리가 우승을 경험하였고 그에 따라 독일 올해의 축구감독에 선정되었고, 그의 휘하에 있는 스트라이커 마리오 고메스는 2007년 독일 올해의 축구 선수로 선정되었다.

## 참가 팀

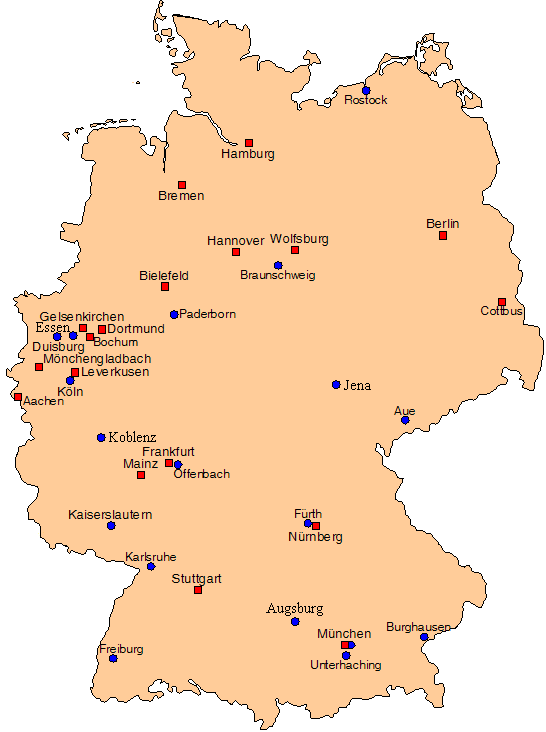
2006-07 시즌 홈구장 위치. 빨간색 사각형으로 표시된 팀은 푸스발-분데스리가의 팀이고, 파란색 원으로 표시된 팀은 2. 푸스발-분데스리가의 팀이다.

| 구단             | 위치                 | 홈구장                       | 수용 인원 |
| ---------------- | -------------------- | ---------------------------- | --------- |
| 뉘른베르크       | 뉘른베르크           | 이지크레딧 슈타디온          | 47,559    |
| 도르트문트       | 도르트문트           | 지그날 이두나 파크           | 80,708    |
| 레버쿠젠         | 레버쿠젠             | 바이아레나                   | 22,500    |
| 마인츠 05        | 마인츠               | 슈타디온 암 브루히베크       | 20,300    |
| 묀헨글라트바흐   | 묀헨글라트바흐       | 보루시아 파크                | 54,067    |
| 바이에른 뮌헨    | 뮌헨                 | 알리안츠 아레나              | 69,901    |
| 보훔             | 보훔                 | 루르슈타디온                 | 31,328    |
| 볼프스부르크     | 볼프스부르크         | 폴크스바겐 아레나            | 30,122    |
| 베르더 브레멘    | 브레멘               | 베저슈타디온                 | 42,358    |
| 빌레펠트         | 빌레펠트             | 쉬코 아레나                  | 28,008    |
| 샬케 04          | 겔젠키르헨           | 벨틴스 아레나                | 61,673    |
| 슈투트가르트     | 슈투트가르트         | 고틀립-다임러-슈타디온       | 58,000    |
| 아헨             | 아헨                 | 올드 티볼리                  | 21,300    |
| 에네르기 콧부스  | 콧부스               | 슈타디온 데어 프로인트샤프트 | 22,450    |
| SGE 프랑크푸르트 | 프랑크푸르트 암 마인 | 코메르츠방크 아레나          | 52,300    |
| 하노버 96        | 하노버               | AWD 아레나                   | 49,000    |
| 함부르크         | 함부르크             | HSH 노르트방크 아레나        | 57,274    |
| 헤르타 BSC       | 베를린               | 베를린 올림픽 스타디움       | 74,228    |

## 감독 교체
| 클럽           | 해임된 감독          | 해임일           | 후임 감독           | 부임일          |
| -------------- | -------------------- | ---------------- | ------------------- | --------------- |
| 묀헨글라트바흐 | 호르스트 쾨펠        | 2006년 6월 30일  | 유프 하인케스       | 2006년 7월 1일  |
| 하노버 96      | 페터 노이루러        | 2006년 8월 30일  | 디터 헤킹           | 2006년 9월 10일 |
| 아헨           | 디터 헤킹            | 2006년 9월 7일   | 미하엘 프론트첵     | 2006년 9월 12일 |
| 도르트문트     | 베르트 판 마르베이크 | 2006년 12월 18일 | 위어겐 뢰버         | 2006년 12월 9일 |
| 묀헨글라트바흐 | 유프 하인케스        | 2007년 1월 31일  | 요스 뤼휘카이       | 2007년 2월 1일  |
| 바이에른 뮌헨  | 펠릭스 마가트        | 2007년 1월 31일  | 오트마어 히츠펠트   | 2007년 2월 1일  |
| 함부르크       | 토마스 돌            | 2007년 2월 1일   | 후프 슈테벤스       | 2007년 2월 3일  |
| 빌레펠트       | 토마스 폰 헤이센     | 2007년 2월 11일  | 프랑크 가이데크     | 2007년 2월 12일 |
| 도르트문트     | 위어겐 뢰버          | 2007년 3월 12일  | 토마스 돌           | 2007년 3월 13일 |
| 빌레펠트       | 프랑크 가이데크      | 2007년 3월 13일  | 에언슈트 미덴도어프 | 2007년 3월 14일 |
| 헤르타 BSC     | 팔코 괴츠            | 2007년 4월 10일  | 카르스텐 하이네     | 2007년 4월 11일 |

## 리그 순위
| 순위 | 팀                 | 경기 | 승 | 무 | 패 | 득 | 실 | 차  | 승점 | 참가 및 강등                        |
| ---- | ------------------ | ---- | -- | -- | -- | -- | -- | --- | ---- | ----------------------------------- |
| 1    | 슈투트가르트 (C)   | 34   | 21 | 7  | 6  | 61 | 37 | +24 | 70   | UEFA 챔피언스리그 2007-08 조별 리그 |
| 2    | 샬케 04            | 34   | 21 | 5  | 8  | 53 | 32 | +21 | 68   | UEFA 챔피언스리그 2007-08 조별 리그 |
| 3    | 베르더 브레멘      | 34   | 20 | 6  | 8  | 76 | 40 | +36 | 66   | UEFA 챔피언스리그 2007-08 3차 예선  |
| 4    | 바이에른 뮌헨      | 34   | 18 | 6  | 10 | 55 | 40 | +15 | 60   | UEFA컵 2007-08 1라운드              |
| 5    | 레버쿠젠           | 34   | 15 | 6  | 13 | 54 | 49 | +5  | 51   | UEFA컵 2007-08 1라운드              |
| 6    | 뉘른베르크         | 34   | 11 | 15 | 8  | 43 | 32 | +11 | 48   | UEFA컵 2007-08 1라운드1             |
| 7    | 함부르크           | 34   | 10 | 15 | 9  | 43 | 37 | +6  | 45   | UEFA 인터토토컵 2007 3라운드        |
| 8    | 보훔               | 34   | 13 | 6  | 15 | 49 | 50 | -1  | 45   |                                     |
| 9    | 도르트문트         | 34   | 12 | 8  | 14 | 41 | 43 | -2  | 44   |                                     |
| 10   | 헤르타 BSC         | 34   | 12 | 8  | 14 | 50 | 55 | -5  | 44   |                                     |
| 11   | 하노버 96          | 34   | 12 | 8  | 14 | 41 | 50 | -9  | 44   |                                     |
| 12   | 빌레펠트           | 34   | 11 | 9  | 14 | 47 | 49 | -2  | 42   |                                     |
| 13   | 에네르기 콧부스    | 34   | 11 | 8  | 15 | 38 | 49 | -11 | 41   |                                     |
| 14   | SGE 프랑크푸르트   | 34   | 9  | 13 | 12 | 46 | 58 | -12 | 40   |                                     |
| 15   | 볼프스부르크       | 34   | 8  | 13 | 13 | 37 | 45 | -8  | 37   |                                     |
| 16   | 마인츠 05 (R)      | 34   | 8  | 10 | 16 | 34 | 57 | -23 | 34   | 2. 푸스발-분데스리가 2007-08로 강등 |
| 17   | 아헨 (R)           | 34   | 9  | 7  | 18 | 46 | 70 | -24 | 34   | 2. 푸스발-분데스리가 2007-08로 강등 |
| 18   | 묀헨글라트바흐 (R) | 34   | 6  | 8  | 20 | 23 | 44 | -21 | 26   | 2. 푸스발-분데스리가 2007-08로 강등 |

출처: (독일어) kicker.de 

순위 결정 우선순위는 다음에 의해 결정된다: 1) 승점; 2) 골득실; 3) 다득점 

1 뉘른베르크는 DFB-포칼 2006-07 챔피언 자격으로 UEFA컵 2007-08 진출권을 획득하였다. 

(C) = 우승; (R) = 강등; (P) = 승격; (O) = 플레이오프 승자; (A) = 다음 라운드 진출 

시즌이 종료되지 않았을때에만 다음을 사용: 

(Q) = 해당 라운드 진출; (TQ) = 토너먼트 진출, 그러나 진출 라운드 미정; (DQ) = 진출 무효

## 결과
| 홈\원정1         | AAC | BSC | BIE | BOC | BRE | COT | DOR | FRA | HAM | H96 | LEV | MAI | MGL | FCB | NUR | S04 | STU | WOB |
| ---------------- | --- | --- | --- | --- | --- | --- | --- | --- | --- | --- | --- | --- | --- | --- | --- | --- | --- | --- |
| 아헨             | -   | 0–4 | 2–0 | 2–1 | 2–2 | 1–2 | 1–4 | 2–3 | 3–3 | 1–4 | 2–3 | 2–1 | 4–2 | 1–0 | 1–1 | 0–1 | 2–4 | 2–2 |
| 헤르타 BSC       | 2–1 | -   | 1–1 | 3–3 | 1–4 | 0–1 | 0–1 | 1–0 | 2–1 | 4–0 | 2–3 | 2–1 | 1–2 | 2–3 | 2–1 | 2–0 | 2–2 | 2–1 |
| 빌레펠트         | 5–1 | 2–2 | -   | 1–3 | 3–2 | 3–1 | 1–0 | 2–4 | 1–1 | 3–1 | 0–0 | 1–0 | 0–2 | 2–1 | 3–2 | 0–1 | 2–3 | 0–0 |
| 보훔             | 2–2 | 1–3 | 2–1 | -   | 0–6 | 0–1 | 2–0 | 4–3 | 2–1 | 2–0 | 1–3 | 0–1 | 2–0 | 1–2 | 0–2 | 2–1 | 2–3 | 0–1 |
| 베르더 브레멘    | 3–1 | 3–1 | 3–0 | 3–0 | -   | 1–1 | 1–3 | 1–2 | 0–2 | 3–0 | 2–1 | 2–0 | 3–0 | 3–1 | 1–0 | 0–2 | 2–3 | 2–1 |
| 에네르기 콧부스  | 0–2 | 2–1 | 2–0 | 0–0 | 0–0 | -   | 2–3 | 0–1 | 2–2 | 0–1 | 2–1 | 2–0 | 3–1 | 0–3 | 1–1 | 2–4 | 0–0 | 3–2 |
| 도르트문트       | 0–0 | 1–2 | 1–1 | 1–1 | 0–2 | 2–3 | -   | 2–0 | 1–0 | 2–2 | 1–2 | 1–1 | 1–0 | 3–2 | 0–0 | 2–0 | 0–1 | 1–0 |
| SGE 프랑크푸르트 | 4–0 | 1–2 | 0–3 | 0–3 | 2–6 | 1–3 | 1–1 | -   | 2–2 | 2–0 | 3–1 | 0–0 | 1–0 | 1–0 | 2–2 | 1–3 | 0–4 | 0–0 |
| 함부르크         | 4–0 | 1–1 | 1–1 | 0–3 | 1–1 | 1–1 | 3–0 | 3–1 | -   | 0–0 | 0–0 | 2–2 | 1–1 | 1–2 | 0–0 | 1–2 | 2–4 | 1–0 |
| 하노버 96        | 0–3 | 5–0 | 1–1 | 0–2 | 2–4 | 2–0 | 4–2 | 1–1 | 0–0 | -   | 1–1 | 1–0 | 1–2 | 1–2 | 0–3 | 1–1 | 1–2 | 2–2 |
| 레버쿠젠         | 3–0 | 2–1 | 1–2 | 1–4 | 0–2 | 3–1 | 2–1 | 2–2 | 1–2 | 0–1 | -   | 1–1 | 1–0 | 2–3 | 2–0 | 3–1 | 3–1 | 1–1 |
| 마인츠 05        | 1–3 | 1–1 | 1–0 | 2–1 | 1–6 | 4–1 | 1–0 | 1–1 | 0–0 | 1–2 | 1–3 | -   | 3–0 | 0–4 | 2–1 | 0–3 | 0–0 | 1–2 |
| 묀헨글라트바흐   | 0–0 | 3–1 | 1–0 | 0–2 | 2–2 | 2–0 | 1–0 | 1–1 | 0–1 | 0–1 | 0–2 | 1–1 | -   | 1–1 | 0–0 | 0–2 | 0–1 | 3–1 |
| 바이에른 뮌헨    | 2–1 | 4–2 | 1–0 | 0–0 | 1–1 | 2–1 | 2–0 | 2–0 | 1–2 | 0–1 | 2–1 | 5–2 | 1–1 | -   | 0–0 | 2–0 | 2–1 | 2–1 |
| 뉘른베르크       | 1–0 | 2–1 | 1–1 | 1–1 | 1–2 | 1–0 | 1–1 | 2–2 | 0–2 | 3–1 | 3–2 | 1–1 | 1–0 | 3–0 | -   | 0–0 | 4–1 | 1–1 |
| 샬케 04          | 2–1 | 2–0 | 2–1 | 2–1 | 2–0 | 2–0 | 3–1 | 1–1 | 0–2 | 2–1 | 0–1 | 4–0 | 2–0 | 2–2 | 1–0 | -   | 1–0 | 2–0 |
| 슈투트가르트     | 3–1 | 0–0 | 3–2 | 1–0 | 4–1 | 2–1 | 1–3 | 1–1 | 2–0 | 2–1 | 3–0 | 2–0 | 1–0 | 2–0 | 0–3 | 3–0 | -   | 0–0 |
| 볼프스부르크     | 1–2 | 0–0 | 2–3 | 3–1 | 0–2 | 0–0 | 0–2 | 2–2 | 1–0 | 1–2 | 3–2 | 3–2 | 1–0 | 1–0 | 1–1 | 2–2 | 1–1 | -   |

출처: (독일어) www.dfb.de 

1 홈팀은 왼쪽 열의 팀이다. 

청색은 홈팀 승리를, 홍색은 원정팀 승리를, 황색은 무승부를 의미

## 득점 집계
20골
- 테오파니스 게카스 (보훔)

16골
- 알렉산더 프라이 (도르트문트)
- 로이 마카이 (바이에른 뮌헨)

15골
- 케빈 쿠라니 (샬케 04)

14골
- 마리오 고메스 (슈투트가르트)
- 마르코 판텔리치 (헤르타 BSC)
- 세르지우 라두 (에네르기 콧부스)
- 모하메드 지단 (마인츠 05)

13골
- 카카우 (슈투트가르트)
- 지에구 (베르더 브레멘)
- 미로슬라프 클로제 (베르더 브레멘)

## 챔피언 스쿼드
| VfB 슈투트가르트 |
| 골키퍼: 티모 힐데브란트 (33); 미하엘 란거 (1). 수비수: 마티유 델피에르 (33); 리카르도 오소리오 (27 / 1); 제르다어 타스치 (26 / 2); 뤼도빅 마냉 (22 / 1); 페르난두 메이라 (20 / 3); 아르튀르 보카 (19 / 1); 안드레아스 베크 (4); 마르쿠스 바벨 (2). 미드필더: 로베르토 힐베어트 (34 / 7); 파벨 파르도 (33 / 1); 토마스 히츨슈페르거 (30 / 7); 안토니우 다 시우바 (28); 자미 케디라 (22 / 4); 크리스티안 겐트너 (15); 다닐 비어로프카 (12); 알렉산더 파너루드 (9); 실비오 마이스너 (1). 공격수: 카카우 (32 / 13); 마르코 슈트렐러 (27 / 5); 마리오 고메스 (25 / 14); 벤야민 라우트 (11 / 1); 욘 달 토마손 (4); 베른트 네어리히 (1). (괄호 안은 경기 출장 횟수 / 득점 횟수를 나타낸 것임) 감독: 아르민 페. 명단에 있지만 출장 기록이 없는 선수: 디어크 하이넨; 알렉산더 슈톨츠; 하이코 게어베어; 다니옐 류보야. 시즌도중 이적: 실비오 마이스너 (카이저슬라우테른행); 다니옐 류보야 (함부르크 임대); 베른트 네어리히 (운터하힝 임대); 욘 달 토마손 (비야레알 임대). |

## 같이 보기
- DFB-포칼 2006-07
- 2. 푸스발-분데스리가 2006-07